# JUDOしてっ!
『JUDOしてっ!』（ジュードーしてっ!）は、『週刊少年チャンピオン』に連載された山上たつひこ原作のギャグ漫画である。単行本は秋田書店より刊行されている。
黄鶏（かしわ）中学柔道部を中核として繰り広げられるギャグ漫画である。柔道というスポーツを描いているだけに「快僧のざらし」や「玉鹿市役所 ええじゃない課」のような一話完結式ではなく、成長譚をからめてストーリー性を持たせている点に特徴がある。また、舞台も一箇所にとどまらず、ブラジルにまで活動を広げている。

## 登場人物

### 黄鶏中学
日高三郎（ひだか さぶろう）
主人公。美少年でナルシスト。それゆえか女性に対する評価が厳しい。怪力の持ち主だが、自分で制御することができず、ふとした拍子に物を壊してしまう。オカマバーを経営するとーちゃんと二人暮しをしている。後を継がせようとするとーちゃんの怒りを恐れて、柔道部ではなく、美術部に在籍していることにしている。人形中学戦では副将をつとめる。
下福部道夫（かふくべ みちお）
黄鶏中学柔道部監督。中学では保健体育を教える。日高の能力を見込んで、柔道部に勧誘した。いわゆるバーコード頭。筋肉質で胸毛が濃い。首がろくろ首のように伸び、巻きついてロバを失神させたこともある。節子という妻と、道夫そっくりの二人の娘がいる。タマの飼い主。
南（みなみ）
柔道部員。細身。赤髪。父親がイギリス人のせいか、プライドが高く卑怯な真似を嫌う。女子の柔道部員に「所帯くさい」と言われている。人形中学戦では、大将をつとめる。相手の佐久に何度も大怪我をさせられていて、宿敵と思っている。
杉本（すぎもと）
柔道部員。いつも目を閉じている。分厚い唇と福耳が特徴。髪は無い。日高を「エリーザベト」と呼び、思いを寄せている。立原道造とどどいつを好む。家は金持ち。猫が嫌い。人形中学戦では次鋒をつとめる。
百川（ももかわ）
柔道部員。しもぶくれの顔が特徴。早く言えば豚。両手足がひづめになっている。たいていボケを演じる。人形中学戦では先鋒をつとめる。
金目（きんめ）
柔道部員。女子部員から「面白い顔」と言われている。吃音で話す。
阿後（あご）
柔道部員。しゃくれた顎が特徴。タマを出場させようとする下福部に抗議をした。
タマ
下福部家で飼われている猫。人間の言葉を話す。黄色脂肪症になるので、鰺は食べない。幼いときから道夫の指導を受けていたので、近所の猫を全て投げ飛ばすようになる。人形中学戦では中堅をつとめる。
千倉かるび（ちくら かるび）
女子柔道部員。千倉薬局の三女（ちなみに長女はびびんば、次女はなむる）。日高にひそかに思いを寄せている。一つのことに夢中になると、まわりにことに無神経になる、と姉に指摘されている。
茶臼山（ちゃうすやま）
女子柔道部員。千倉と仲がいい。
校長
黄鶏中学校校長。好色。目障りな下福部を追放しようとしたが、生徒との密会の写真を撮られたために失敗する。日高に「アワフキムシ」と罵られた。
堀あけみ（ほり あけみ）
校長秘書。いつもクールだが、秘所と呼ばれると手が出る。校長からセクハラを受けるが、冷静にやり返している。

### 人形中学
野瀬（のせ）
人形中学柔道部監督。下福部に練習試合を申し込んだ張本人。「ホントーに～なのか?」が口癖。学生時代に「小技の野瀬」と呼ばれたらしいが、日高にあっさりと投げられる。審判は公正そのもの。
佐久裕美（さく ひろみ）
佐久兄弟の兄。人形中学柔道部主将。中学柔道選手権の個人戦で優勝し、下福部に「山下泰裕以来の超大物」と言わせている。中学生でありながら、全日本の強化選手にも選ばれていて、牛を相手に稽古をしている。過去に怪我を負わせた南を相手にせず、日高をライバル視している。黄鶏中学戦では大将をつとめる。
佐久達也（さく たつや）
佐久兄弟の弟。黄鶏中学戦では副将をつとめる。
勝浦（かつうら）
人形中学柔道部員。黄鶏中学戦では先鋒をつとめる。
八日市（ようかいち）
人形中学柔道部員。黄鶏中学戦では次鋒をつとめる。
福井（ふくい）
人形中学柔道部員。黄鶏中学戦では中堅をつとめる。勝浦・八日市・福井はこけし顔である。これは、全国から人形顔の人間ばかり集めたからである。
成田和子（なりた かずこ）
人形中学柔道部のマネージャー。セルロイド人形のような顔立ち。